# Иван Рафаилов Николов
Иван Рафаилов Николов, познат по презимето си Рафаилов, е основател на музейното дело в Каварна.

## Биография и дейност
Роден е на 4 август 1914 г. Произхожда от стар възрожденски котленски род. Завършва добричката гимназия и продължава да учи в пощенското училище в София. След освобождението на Каварна от румънската окупация се завръща в родния си град и като специалист по съобщенията приема от румънските власти фара на нос Калиакра и ръководи техническото му обслужване.
Иван Николов работи активно в областта на културата взима участие като актьор в творческата дейност на театралната трупа рисува декорите за всяка постановка.
Неговият най-голям принос е за развитието на културата в града и проучването на неговата история още от далечното минало. Заедно с каварненеца Александър Каранфилов започва да събира археологически материали от града и района. Основава и първата музейна сбирка в читалището. През 1965 г. сбирката получава официален статут.
Ето какво пише в спомените си Иван Рафаилов: „Аз приех като дълг да намеря някакъв начин, който да спре по-нататъшното разпиляване на завещаното ни голямо историческо богатство, с други думи да създадем музей в града, какъвто въобще е нямало преди.“
В резултат от неговите и на сътрудниците му действия от 1971 г. музейната сбирка към читалището става Държавен исторически и археологически музей. Той е и първият негов директор и работи там до пенсионирането си.
По инициатива на Иван Рафаилов към музея е създадена структура, наречена „Приятели на музея“. Членовете ѝ започват събирателна дейност за бъдещия Етнографски комплекс. Също по негова инициатива са извършени първите подводни археологически проучвания в района пред пристанище Каварна и нос „Чиракман“ през 1964 г. Резултатите от тези проучвания са отразени в книгата „Потънали пристанища“ от Горанка Тончева, уредничка във Варненския исторически музей и ръководителка на експедицията.
Иван Рафаилов умира 1 септември 1989 г. Обявен е посмъртно за почетен гражданин на Каварна.